# Sybille Krämer

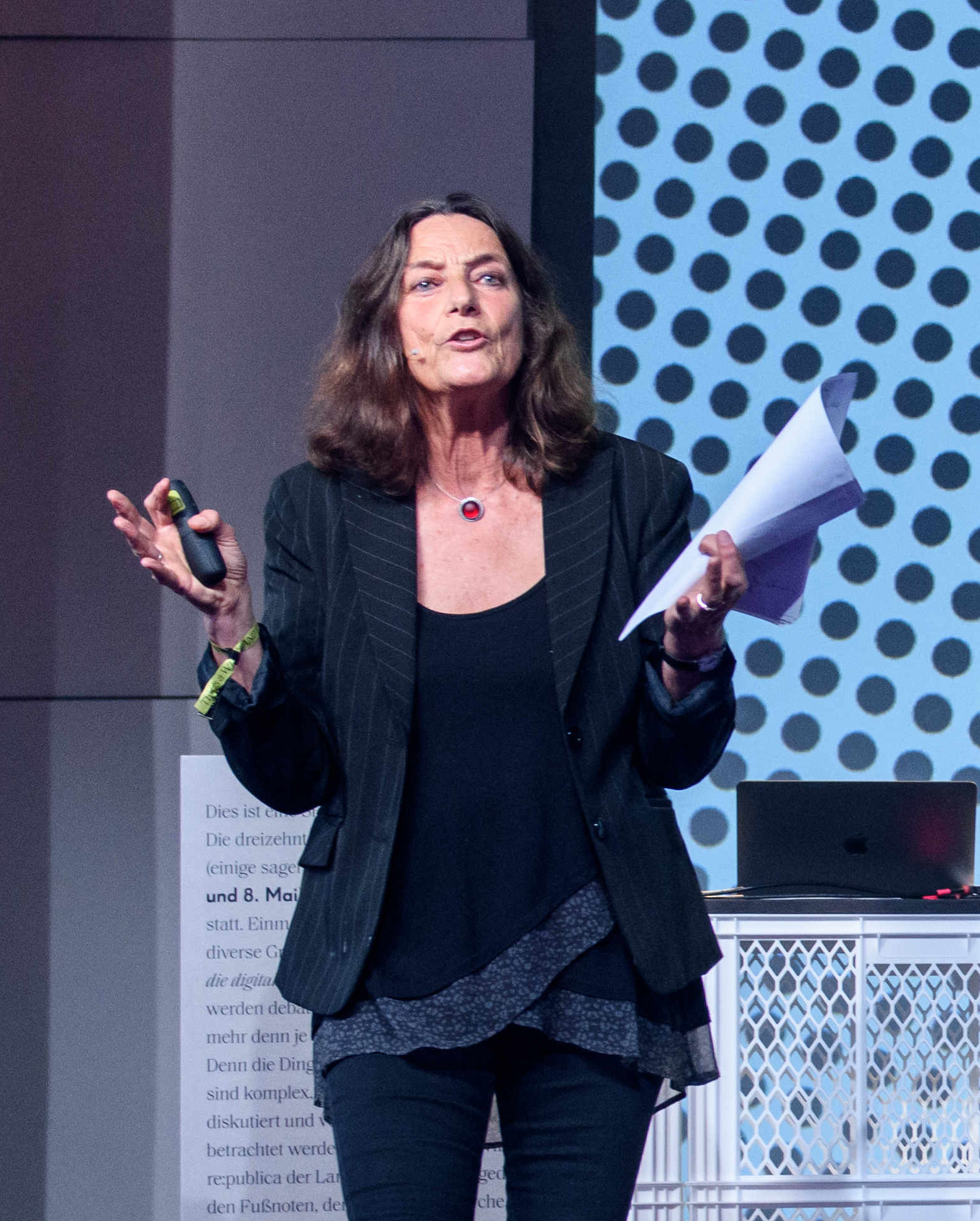
Sybille Krämer (2019)

Sybille Regina Krämer (* 21. März 1951 in Trier) ist eine deutsche Professorin für theoretische Philosophie. Bis zu ihrem Ruhestand im April 2018 lehrte sie an der Freien Universität Berlin. Seit März 2019 ist Krämer als Seniorprofessorin an der Leuphana Universität Lüneburg tätig.

## Leben
Krämer studierte von 1970 bis 1976 Philosophie, Geschichte und Politikwissenschaft an der Universität Hamburg und an der Philipps-Universität Marburg. Sie schloss ihr Studium 1976 mit dem Staatsexamen ab. 1980 promovierte sie ebenda mit einer Dissertationsschrift zur Vergesellschaftung der Natur und Natur der Gesellschaft zum Dr. phil.
Nach Lehraufträgen an der Universität Münster und einem Fellowship an der University of Oxford war sie von 1982 bis 1988 Hochschulassistentin bei Oswald Schwemmer. 1988 habilitierte sich Krämer an der Philosophischen Fakultät der Universität Düsseldorf. Im Folgejahr nahm sie einen Ruf auf die Professur für Theoretische Philosophie am philosophischen Institut der Freien Universität Berlin an.
Sie ist Gründungsmitglied des Hermann von Helmholtz-Zentrums für Kulturtechnik (HZK) an der Humboldt-Universität zu Berlin und hat mehrere Forschungsprojekte im Rahmen der am Zentrum angesiedelten Forschergruppe „Bild-Schrift-Zahl“ geleitet.
Von 2000 bis 2006 war Krämer Mitglied im Wissenschaftsrat und von 2005 bis 2008 Permanent Fellow am Wissenschaftskolleg zu Berlin. Im European Research Council in Brüssel war sie von 2007 bis 2014 Mitglied im Panel Complexity of the Human Mind. Seit 2010 ist sie Mitglied im Senat der Deutschen Forschungsgemeinschaft.
Sie hatte Gastprofessuren an der Technischen Universität Wien, am Max Reinhardt Seminar sowie den Universitäten Graz, Luzern, Zürich und Tokyo. Als Fellow forschte sie am Internationalen Forschungszentrum für Kulturwissenschaften in Wien (2010), am Internationalen Kolleg für Kulturtechnikforschung und Medienphilosophie in Weimar (2012) und im Rahmen der DFG-Forschergruppe Medienkulturen der Computersimulation in Lüneburg (2014). Sie ist seit Gründung 2020 Co-Vorsitzende der Arbeitsgruppe Philosophie der Digitalität der Deutschen Gesellschaft für Philosophie und seit 2023 Mitherausgeberin der Open Access Zeitschrift P&D Philosophy and Digitality. Sie ist Mitglied des DFG-Forschungsnetzwerks Philosophie der Digitalität: Phänomenologische und systematische Perspektiven.

## Arbeitsgebiete
Krämers Forschungsschwerpunkte sind der Rationalismus des 17. Jahrhunderts, insbesondere René Descartes und Gottfried Wilhelm Leibniz, Erkenntnistheorie, Theorie des Geistes und des Bewusstseins, Sprach- und Medienphilosophie unter besonderer Berücksichtigung von Stimme, Schrift, Karte und Diagramm; symbolischen Maschinen, Computer und Kulturtechniken der Formalisierung. Krämers Konzept zur Genese des operativen Symbolgebrauchs wurde in der Historiografie der Baustatik angewendet.
Neben Aufsätzen zum Gebiet des philosophischen Rationalismus veröffentlichte Krämer zur Exteriorität des menschlichen Geistes und seiner 'Denkzeuge', der Künstlichen Intelligenz und der Digitalisierung als Kulturtechnik, der Zeichen-, Symbol- und Techniktheorie, den Theorien des Performativen, der Philosophie der verkörperten Sprache, der Medienphilosophie im Horizont des Botenmodells, der Schrift unter besonderer Berücksichtigung der Schriftbildlichkeit und der operativen Bildlichkeit mit Blick auf die Diagrammatik.

## Ehrungen
2016 erhielt Krämer die Ehrendoktorwürde der Universität Linköping.

## Publikationen
Monographien
- Der Stachel des Digitalen. Geisteswissenschaften und Digital Humanities. Suhrkamp, Berlin 2025.
- Figuration, Anschauung, Erkenntnis: Grundlinien einer Diagrammatologie. Suhrkamp, Berlin 2016.
- Medium, Bote, Übertragung, Kleine Metaphysik der Medialität. Suhrkamp, Frankfurt am Main 2008.
- Sprache, Sprechakt, Kommunikation. Sprachtheoretische Positionen des 20. Jahrhunderts. Suhrkamp, Frankfurt am Main 2001.
- Berechenbare Vernunft. Kalkül und Rationalismus im 17. Jahrhundert. de Gruyter, Berlin / New York 1991.
- Symbolische Maschinen. Die Idee der Formalisierung in geschichtlichem Abriß. Wissenschaftliche Buchgesellschaft, Darmstadt 1988.

Editionen
- Was ist digitale Philosophie? Phänomene, Formen und Methoden (Philosophia Digitalis 1), hrsg. mit Jörg Noller. Brill|Mentis, Paderborn 2024.
- Wovon sprechen wir, wenn wir von Digitalisierung sprechen? Gehalte und Revisionen zentraler Begriffe des Digitalen (Beiträge zum Symposium „Digitalität in den Geisteswissenschaften“ an der Universität Bayreuth, Februar 2019), hrsg. mit Martin Huber and Claus Pias. Universitätsbibliothek Johann Christian Senckenberg, Frankfurt am Main 2019.
- Wie Digitalität die Geisteswissenschaften verändert. Neue Forschungsgegenstände und Methoden, hrsg. mit Martin Huber. Sonderband 3 der ZfdG – Zeitschrift für Digitale Geisteswissenschaften 2018.
- Testimony/Bearing Witness. Epistemology, Ethics, History, Culture, hrsg. mit Sigrid Weigel. Rowman & Littlefield, London 2017.
- Philosophie der Zeugenschaft: Eine Anthologie, hrsg. mit Sibylle Schmidt und Johannes Schülein. Mentis, Münster 2017.
- Zeugen in der Kunst, hrsg. mit Sibylle Schmidt. Fink, Paderborn 2016.
- Thinking with Diagrams – The Semiotic Basis of Human Cognition (Mouton series Semiotics, Communication and Cognition 17), hrsg. mit Christina Ljungberg. Mouton de Gruyter, Boston/Berlin: 2016.
- Ada Lovelace. Die Pionierin der Computertechnik und ihre Nachfolgerinnen. Fink, Paderborn 2015.
- Schriftbildlichkeit. Wahrnehmbarkeit, Materialität und Operativität von Notationen, hrsg. mit Eva Cancik-Kirschbaum und Rainer Totzke. Akademie Verlag, Berlin 2012.
- Schwerpunkt ‘Schriftbildlichkeit’ (Sprache und Literatur, 107, 42. Jg., 1. Halbjahr), hrsg. mit Mareike Giertler. Fink, Paderborn 2011.
- Politik der Zeugenschaft. Zur Kritik einer Wissenspraxis, hrsg. mit Sibylle Schmidt und Ramon Voges, Bielefeld: transcript 2011.
- Gewalt in der Sprache. Rhetoriken verletzenden Sprechens, hrsg. mit Elke Koch. Fink, München 2010.
- Verletzende Worte. Die Grammatik sprachlicher Missachtung, hrsg. mit Steffen K. Herrmann und Hannes Kuch. transcript, Bielefeld 2007.
- Spur. Spurenlesen als Orientierungstechnik und Wissenskunst, hrsg. mit Gernot Grube und Werner Kogge. Suhrkamp, Frankfurt am Main 2007.
- Stimme. Annäherung an ein Phänomen, hrsg. mit Doris Kolesch. Suhrkamp, Frankfurt am Main 2006.
- Schrift: Kulturtechnik zwischen Auge, Hand und Maschine, hrsg. mit Gernot Grube und Werner Kogge. Fink, München 2005.
- Performativität und Medialität. Fink, München 2004.
- Bild Schrift Zahl (Reihe Kulturtechnik), hrsg. mit Horst Bredekamp. Fink, München (2003); 2. Auflage 2008.
- Gibt es eine Sprache hinter dem Sprechen?, hrsg. mit Ekkehard König. Suhrkamp, Frankfurt am Main (2002); 2. Auflage 2009.
- Über Medien. Geistes- und kulturwissenschaftliche Perspektiven. Berlin 1998.
- Medien, Computer, Realität. Wirklichkeitsvorstellungen und Neue Medien. Suhrkamp, Frankfurt am Main (1998); 4. Auflage 2009.
- Schrift, Medien, Kognition. Über die Exteriorität des Geistes, hrsg. mit Peter Koch. Stauffenburg, Tübingen (1997); 2. Auflage 2009.
- Bewußtsein. Philosophische Beiträge. Suhrkamp, Frankfurt am Main (1996); 3. Auflage 2009.
- Geist, Gehirn, Künstliche Intelligenz. Zeitgenössische Modelle des Denkens. de Gruyter, Berlin / New York 1994.